# Любодицы
Любоди́цы — село в Бежецком районе Тверской области. Входит в состав Зобинского сельского поселения.

## География
Находится в 11 километрах к югу от районного центра Бежецк, на правом берегу реки Мологи.

## История
Любодицы упоминаются в письменных источниках с XVII века. По переписи 1710 года в Городецком стане Бежецкого уезда значится: вотчина Троицы Сергиева монастыря село Присеки з деревнями в ней приселки и погосты и пустыни …приселок Любодицы….
В 1859 году в казённом селе Любодицы при реке Мологе — церковь, 62 дворов, 400 жителей. В середине XIX-начале XX века село центр прихода Сукроменской волости Бежецкого уезда Тверской губернии. В 1887 году в селе 70 дворов, 467 жителей.
В 1940 году село центр Любодицкого сельсовета Бежецкого района Калининской области, с 2005 года — в составе Зобинского сельского поселения.

## Население
| 1859 | 1997 | 2002 | 2008 | 2010 |
| ---- | ---- | ---- | ---- | ---- |
| 400  | ↘59  | ↘50  | ↗70  | ↘51  |

## Достопримечательности
- Археологический памятник — насыпи IX—XI веков.
- Полуразрушенная Борисоглебская церковь, в стиле позднего классицизма. Построена в 1822 −18ЗЗ гг[6].